# Roklanský les
Roklanský les také Kamerální les Roklan (německy Rachelwald) je základní sídelní jednotka obce Modrava. Nachází se sedm kilometrů jihozápadně od Modravy při česko-německé státní hranici v okrese Klatovy.

## Geografie
Samotný Roklanský les se rozkládá v jihozápadním cípu Modravských plání, mezi vrcholy Medvědí hory (1224 m) a Roklanem (1453 m). Na severu jeho území sahá až k Medvědímu hřbetu mezi vrcholy Beerenkopf a Medvěd, na východě k Medvědí hoře, na jihovýchodě Blatnému vrchu (1372 m), na jihu k vrcholu V koutě (1276 m), na jihozápadě k Roklanu (1453 m) a k Malému Roklanu (1399 m), na západě sahá území k vrcholu Hochruck (1260 m).

## Historie
Z historického hlediska se les rozkládá na území dvou států, Česka a Německa. Modravské pláně byly považovány za nejodlehlejší lokalitu Českého království a Kamerální les Roklan byl nejodlehlejším místem Modravských plání. Byl nazýván Roklanským lesem podle hory Roklan, která podle hraniční dohody z roku 1707 patřila k Čechám. Přesně vytyčená statní hranice zde nebyla a tak zde často docházelo k územním sporům Českého království s Bavorským kerfiřstvím. Tyto spory ukončila až dohoda Hauptgrenzvertrag podepsána 3. března 1764 a ještě téhož roku ratifikována rakouskou císařovnou Marií Terezií a bavorským kurfiřtem Maxmiliánem III. Josefem. Podle dohody se Roklanský les rozdělil „halb und halb" (půl na půl) mezi oba státy, přičemž 307 ha připadlo Českému království a 307 ha Bavorskému kurfiřtství, včetně vrcholu hory Roklan. Česká část lesa se pak nazývala Kamerální les Roklan. Další dohoda byla podepsána 24. ledna 1769, kdy byl Roklanský les zatížen právem pastvy ve prospěch sousedního bavorského sklářského statku rodu Poschingerů, který tu mohl neomezeně pást a právo pastvy prodat jinému. Pozemky rodu Poschingerů bezprostředně s Roklanským lesem hraničily a do současnosti stále hraničí při státní hranici s Bavorskem. V roce 1840 se uvádělo, že Kamerální les Roklan byl těžbou dřeva stále nedotčený. V lese bylo mnoho stromů padlých, hnijících a kvůli hrozbě kůrovcové kalamity, která ničila sousední lesy Poschingerů bylo doporučeno les vykácet. Právo na těžbu v Roklanském lese tehdy získal židovský podnikatel Simon Maier-Löwy, který vytěžené dřevo splavil po řece Malá Řezná. Po zřízení knížecího schwarzenberského lesnického úřadu na Březníku byl odsud smluvně spoluřízen i Roklanský les. Od roku 1832 byl na Březníku správcem a revírníkem Augustin Trampus. V roce 1869 byl pro Roklanský les zřízen nový lesní úřad v Roklanské hájence, který se tak oddělil od správy na Březníku. Prvním okresním lesníkem a revírníkem na Roklanské hájovně byl Josef Trampus, syn Augustina Trampuse.

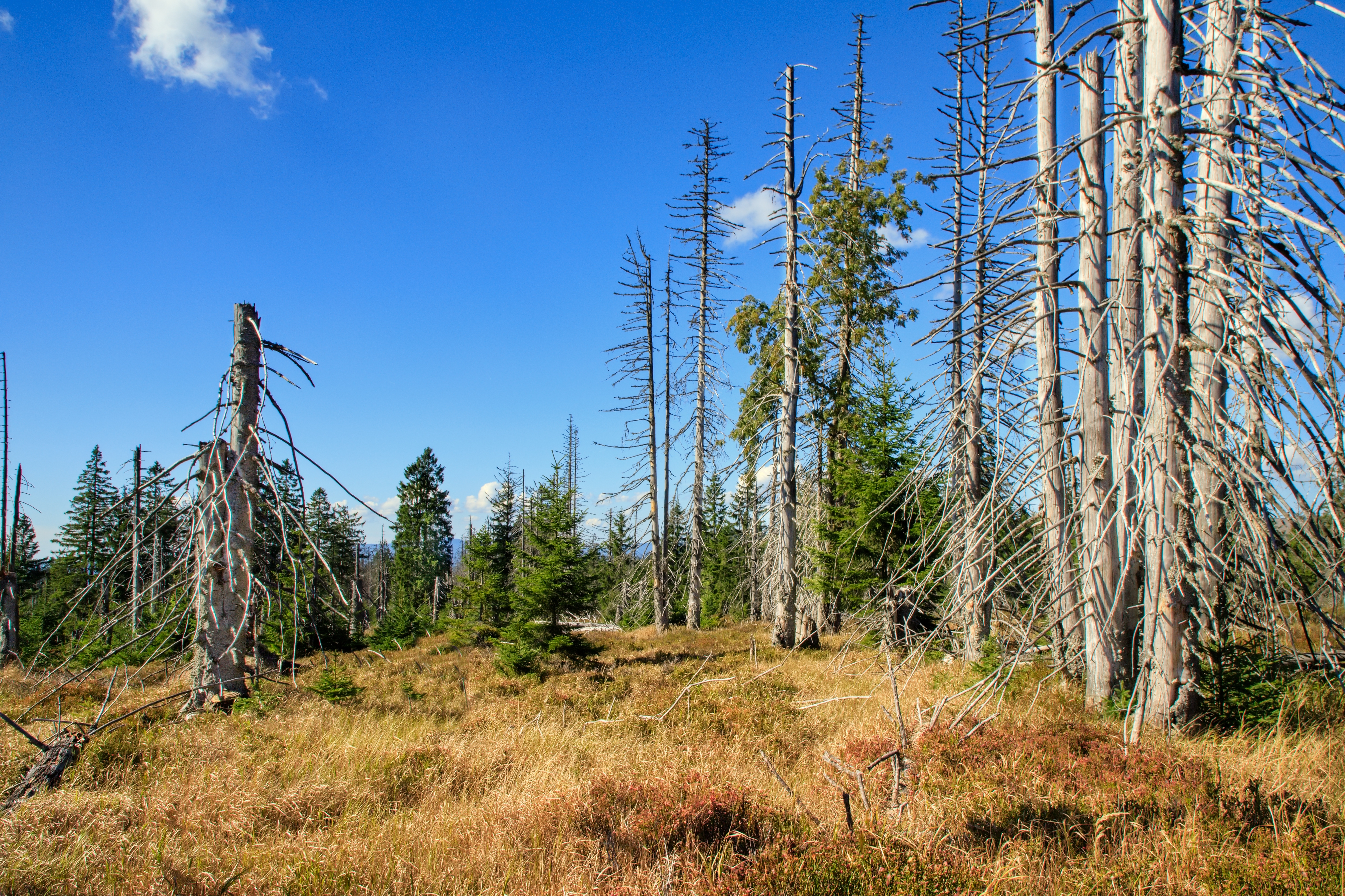
Roklanský les se po roce 1948 nacházel za 1. linií železné opony a tak se stal nepřístupným. Nepřístupný veřejnosti zůstal i po sametové revoluci v důsledku vzniku I. zóny Národního parku Šumava

## Železná opona
Po vzniku Československa a pozemkové reformě až do roku 1952 se o Roklanském lese nedochovaly žádné záznamy. Snad jen to, že les byl patrně ve 20. letech 20. století znovu vytěžen. Po roce 1948 se západní hranice uzavřely a Roklanský les se ocitl v přísně střeženém pásmu za 1. linií železné opony, která probíhala samotným vrcholem Medvědí hory. Lesní úřad byl zrušen a v Roklanské chatě, která nahradila vyhořelou hájovnu se usadila pohraniční stráž. Od roku 1952 byl les ve správě Vojenských lesů a až do sametové revoluce zůstal nepřístupný. 

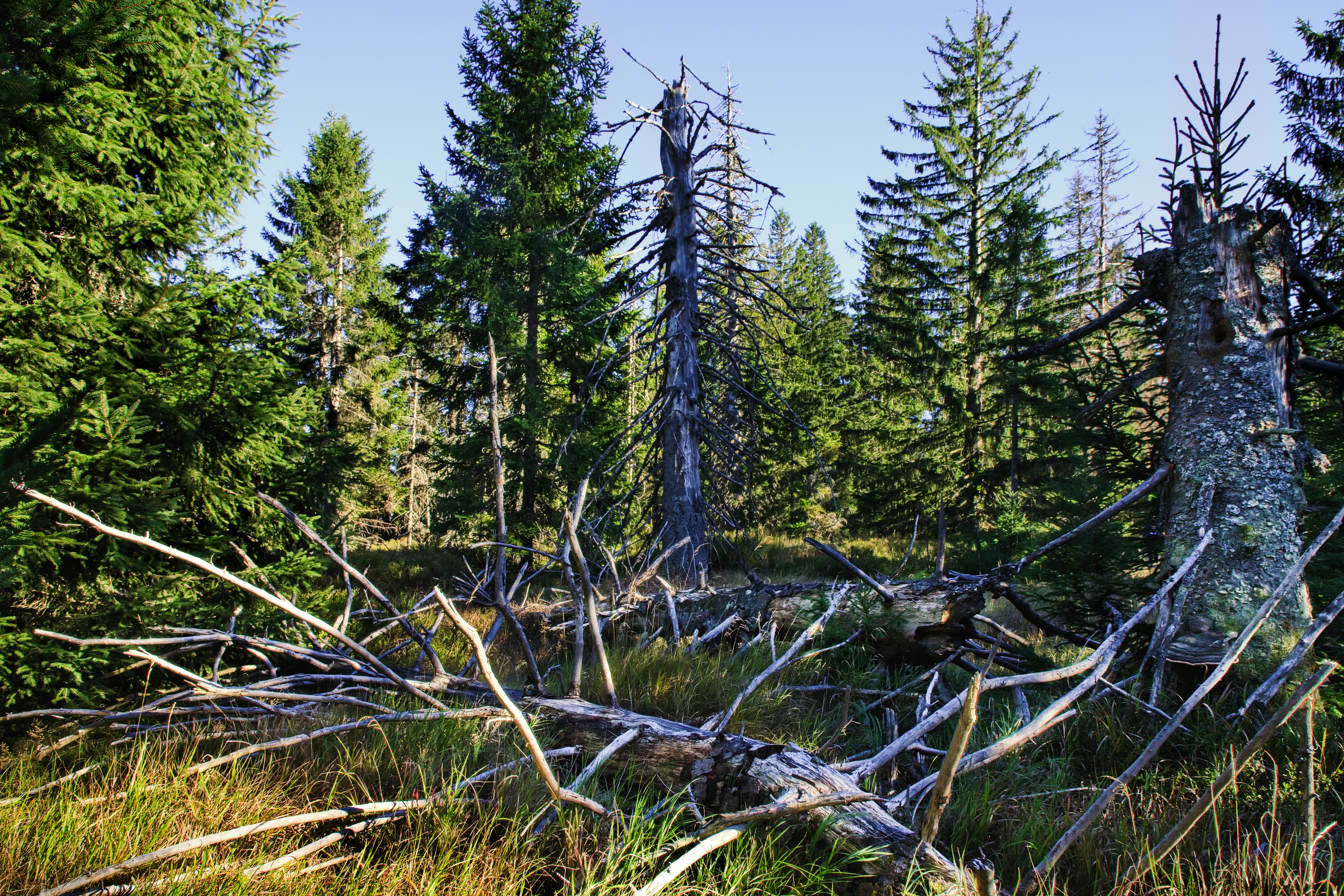
Přirozená sukcese lesa, kdy mrtvé stromy poskytují základ novému životu

## Národní park Šumava
Po pádu železné opony byl v roce 1991 založen Národní park Šumava, přičemž Roklanský les byl začleněn do I. zóny národního parku jako součást přírodní rezervace Modravské slatě a veřejnosti tak zůstal i nadále nepřístupný. Správa NP Šumava se snaží o revitalizaci rašelinišť a návrat původní biodiverzity. Samotný les je spravován jako bezzásahový a tak po kůrovcové kalamitě v roce 2003 dochází k přirozené sukcesi lesa, kdy mrtvé stromy tlejí a následně padají. Tlející dřevo poskytuje základ novému životu, přičemž dochází k přirozené obnově lesa bez zásahu člověka. Dnes území patří k velmi cenným místům chráněným podle Ramsarské úmluvy UNESCO. Zdejší zachovalost přírody dokládá i výskyt prioritních stanovišť chráněných v rámci soustavy Natura 2000. Na území žije chráněný tetřev hlušec a také rys ostrovid. Rostou zde hojně keře brusnice borůvky, ze stromů převažuje smrk stepilý. Roklanský les není veřejnosti přístupný, legálně se lze dostat pouze k hranici lesa z louky Verlorener Schachten nacházející se již na bavorském území, v Národním parku Bavorský les.

## Katastrální území
Základní sídelní jednotku tvoří také neobydlené katastrální území Roklanský Les.